# Opetia anomalipennis
Opetia anomalipennis är en tvåvingeart som beskrevs av Saigusa 1963. Opetia anomalipennis ingår i släktet Opetia och familjen svartflugor. Inga underarter finns listade i Catalogue of Life.